# Qurrat al-ʿAin (Dichterin)
Qurrat al-ʿAin (arabisch قرة العين ‚Tröstung der Augen‘; persisch قره‌العین) und Tahere oder Tahiri (arabisch طاهرة ‚Die Reine‘) (* 1814 in Qazvin, Iran; † 1852 in Teheran, Iran) sind die religiösen Ehrenbezeichnungen von Fatima Baraghani (auch Zarrín Táj Baragháni). Sie war eine führende Persönlichkeit des Babismus, eine Vorkämpferin der Frauenrechte im Iran, persische Dichterin und islamische sowie babistische Religionsgelehrte. Sie vertrat eine konsequente Interpretation des Babismus, die seinen messianischen Charakter betonte und dazu führte, dass die junge religiöse Bewegung sich vom Islam trennte, was zu grausamen Verfolgungen der Babi führte. Besonders bekannt ist Qurrat al-ʿAin auch für ihr unverschleiertes und charismatisches Auftreten in der Öffentlichkeit, was in der iranischen Gesellschaft der Mitte des 19. Jahrhunderts einen Tabubruch darstellte.

## Leben

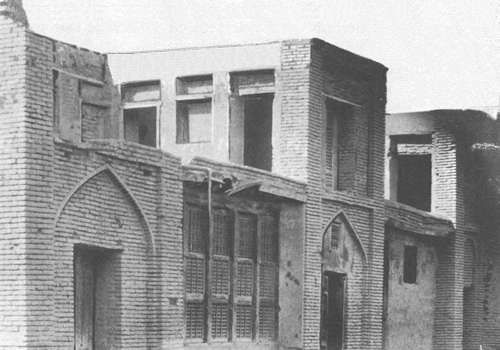
Haus von Qurrat al-ʿAin in Qazvin

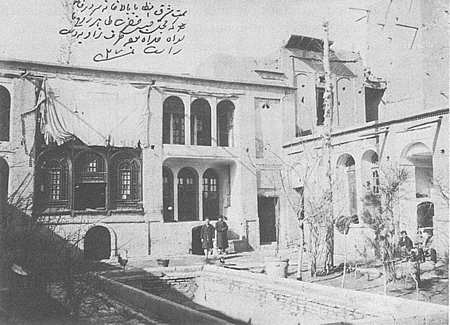
Gefängnis in Teheran, in dem Qurrat al-ʿAin inhaftiert war

Qurrat al-ʿAin entstammte einer Familie von islamischen Religionsgelehrten. Ihr Vater war der angesehene Mudschtahid Hāddsch Mullā Muḥammad Ṣāliḥ Baraghānī. Qurrat al-ʿAin wurde bereits in frühester Jugend mit einem Mudschtahid verlobt, heiratete aber ihren Vetter väterlicherseits Mullā Muḥammad. Mit ihm hatte sie zwei Söhne und eine Tochter namens Salmā. Qurrat al-ʿAin wurde für ihre Schönheit, ihren Verstand und ihren integren Charakter gerühmt.
Sie studierte in Kerbela und schloss sich dort dem Schaichismus an. Die Ehrenbezeichnung Qurrat al-ʿAin erhielt sie von Sayyid Qāzim Raschtī, dem Hauptjünger und Nachfolger von Ahmad al-Ahsā'ī, dem Gründer des Schaichismus. Ihr Einsatz für die Schaichi-Bewegung führte zu ihrer Scheidung. Nach dem Tod ihres Lehrers im Jahre 1844 schloss sie sich dem Babismus an, zu dem sie sich insbesondere durch den Gedanken der Gleichberechtigung der Geschlechter hingezogen fühlte. Aufgrund eines Briefes, der den Bab zutiefst beeindruckte, wurde sie zu einem der 18 Ḥurūf al-Ḥayy („Buchstaben des Lebendigen“) ernannt. Den Bab traf sie allerdings als einzige der Ḥurūf al-Ḥayy nie persönlich.
Sehr zum Missfallen ihrer Familie begann Qurrat al-ʿAin eine rege Missionstätigkeit in ihrer Heimat und scharte eine große Anhängerschaft um sich. Qazvin war in zwei Lager gespalten. Zeitweilig beanspruchte sie, der „Platz“ (mazhar) der Manifestation der Prophetentochter Fatima zu sein.
Bei einer Pilgerreise nach Kerbela waren die osmanischen Behörden alarmiert, ließen sie 1846 festnehmen und schickten sie ins iranische Exil. Sie kehrte in ihre Heimat zurück. Nach der Ermordung ihres Onkels und Schwiegervaters im Oktober des Jahres 1847, der die Babis öffentlich verflucht hatte, musste sie nach Anfeindungen und Spekulationen über ihre mutmaßliche Komplizenschaft Qazvin verlassen. Sie unternahm verschiedene Reisen, predigte und nahm an einer Versammlung führender Babis in Māzandarān teil, wo sie sich zum Teil unverschleiert zeigte.
Nach einem lokalen Aufstand wurde Qurrat al-ʿAin im Jahre 1850 verhaftet und nach Teheran geschafft. Dort war Naser ad-Din Schah zutiefst von ihr beeindruckt und verfügte, dass ihr kein Leid geschehen sollte. Sie blieb allerdings unter Arrest im Hause des Teheraner Polizeichefs. Nachdem Babis 1852 versucht hatten, den Schah zu ermorden, wurde Qurrat al-ʿAin zusammen mit 27 weiteren Babis grausam hingerichtet. Der Augenzeuge Jakob Eduard Polak berichtete, dass sie das ihr beschiedene Schicksal mit übermenschlichem Mut ertragen habe.
Der englische Orientalist Edward Granville Browne beschrieb Qurrat al-ʿAins Wirken folgendermaßen:

„The appearance of such a woman as Qurratu'l-'Ayn is in any country and any age a rare phenomenon, but in such a country as Persia it is a prodigy-nay, almost a miracle. Alike in virtue of her marvelous beauty, her rare intellectual gifts, her fervid eloquence, her fearless devotion and her glorious martyrdom, she stands forth incomparable and immortal amidst her country-women. Had the Bábí religion no other claim to greatness, this were sufficient-that it produced a heroine like Qurratu'l-'Ayn.“